# Himmelmark
Himmelmark (dansk) eller Hemmelmark (tysk) er en herregård i det nordlige Tyskland, beliggende på halvøen Svans i Sydslesvig nord for købstaden Egernførde.
Hovedbygningen blev opført i begyndelsen af 1900-tallet i engelsk landhusstil. To stråtækte ladebygninger er fra 1700-tallet. Himmelmarks historie spores tilbage til middelalderen, hvor den tilhørte familien Sehested. Som tilhænger af Christian 2. kom Schack Sehested under grevens fejde i konflikt med den nye kong Frederik 2.. Det betød, at godset kom i statens besiddelse i 1527. Efter flere ejerskifter kom gården i 1800-tallet i Heinrich von Preußens eje. Heinrich von Preußen var storadmiral i den tyske marine og bror til  kejser Wilhelm 2..
Himmelmark blev første gang nævnt 1462. Stednavnet henviser til det oldnordiske mandsnavn Hammall, som i gammeldansk blev til Hæmæl. Efter an anden forklaring går navnet tilbage til olddansk *hæmil for en forhøjning eller en klint.